# Whitby
Whitby este un oraș în comitatul North Yorkshire, regiunea Yorkshire and the Humber, Anglia. Orașul se află în districtul Scarborough.